# District Karaboedachkentski
District Karaboedachkentski (Russisch: Карабудахкентский райо́н) is een district in het oosten van de Russische autonome republiek Dagestan aan de Kaspische Zee. Het district heeft een oppervlakte van 1.460 vierkante kilometer en een inwonertal van 73.016 in 2010. Het administratieve centrum bevindt zich in Karaboedachkent.
Bestuurlijk centrum: Machatsjkala

Steden: Boejnaksk · Chasavjoert · Dagestanskieje Ogni · Derbent · Izberbasj · Joezjno-Soechokoemsk · Kaspiejsk · Kiziljoert · Kizljar

Districten: Achtynski · Achvachski · Agoelski · Akoesjinski · Babajoertovski · Boejnakski · Botlichski · Chasavjoertovski · Chivski · Choenzachski · Dachadajevski · Derbentski · Dokoezparinski · Gergebilski · Goembetovski · Goenibski · Kajakentski · Kajtagski · Karaboedachkentski · Kazbekovski · Kiziljoertovski · Kizljarski · Koelinski · Koemtorkalinski · Koerachski · Lakski · Levasjinski · Magaramkentski · Nogajski · Novolakski · Oentsoekoelski · Roetoelski · Sergokalinski · Sjamilski · Soelejman-Stalski · Tabasaranski · Taroemovski · Tljaratinski · Tsjarodinski · Tsoemadinski · Tsoentinski